# Lespesia danai
Lespesia danai là một loài ruồi trong họ Tachinidae.